# Super Noah’s Ark 3D
Super Noah’s Ark 3D (aufgrund der Schriftzug-Gestaltung auch als Super 3D Noah’s Ark bezeichnet) ist ein christlicher Ego-Shooter, der von Wisdom Tree entwickelt und 1994 für das SNES veröffentlicht wurde. 1995 erschien die DOS-Version für Heimcomputer.
Am 23. Juni 2015 erschien auf der Spieleplattform Steam eine überarbeitete Version des Spiels.

## Handlung und Spielprinzip
Im Spiel selbst steuert man Noah in einer einfachen 3D-Umgebung durch seine Arche, wo man auf Tiere trifft, die es zu füttern gilt, bis sie friedlich einschlafen. In regelmäßigen Abständen tauchen dabei andere Tierarten und am Ende jedes Levels ein im jüdischen Sinne unreines Tier als Endgegner auf. Dabei stehen Noah eine von David bekannte Schleuder, die es in verschieden stark entwickelten Versionen gibt, und verschiedene Fruchtsorten zur Verfügung, die jedoch mengenmäßig begrenzt sind. Als letzte Option, wenn die Fruchtreserven erschöpft sind, kann man per Hand Getreide verfüttern.

## Technik
Die Spielumgebung basiert vollständig auf der von id Software erstellten Wolfenstein-3D-Engine.
Es handelte sich um das einzige Spiel für das Super Nintendo, das kommerziell vertrieben wurde, ohne von Nintendo lizenziert worden zu sein. Infolgedessen ist es nicht alleine lauffähig, sondern benötigt ein zweites, lizenziertes SNES-Spiel, welches auf das Modul von Super Noah’s Ark 3D aufgesteckt wird, um die Lizenzprüfung der Konsole zu umgehen. Eine 2013 veröffentlichte Neuauflage von Piko Interactive für das SNES ist ohne ein aufgestecktes Spiel lauffähig.

## Trivia
Einer breiten Masse wurde das Spiel erst durch den Angry Video Game Nerd bekannt, welcher es 2006 in der 17. Episode seiner gleichnamigen satirischen Internetvideo-Reihe über Videospiele rezensierte.